# Kenricks spreeuw
De Kenricks spreeuw (Poeoptera kenricki) is een vogelsoort uit de familie Sturnidae.

## Verspreiding en leefgebied
Deze soort komt voor in Kenia en Tanzania en telt twee ondersoorten:
- P. k. bensoni: Kenya.
- P. k. kenricki: Tanzania.